# Президентские выборы в Пунтленде (2014)
Президентские выборы в Пунтленде проходили 8 января 2014 года в Гароуэ, столице Пунтленда. Это третье голосование, которое проводилось в государстве с момента его провозглашения независимости в 1998 году, после избрания нового спикера парламента и заместителей спикера 4 января 2014 года 66-местным региональным законодательным собранием. Среди кандидатов были должностные лица действующей администрации Пунтленда, бывшие министры правительства и известные местные предприниматели. В результате президентом был избран бывший премьер-министр Сомали Абдивели Мохамед Али с небольшим перевесом в один голос. Также парламент одновременно избрал Абдихакима Абдуллахи Хаджи Омара новым вице-президентом Пунтленда.

## Процесс демократизации

### Процесс регистрации
15 июня 2009 года правительство Пунтленда приняло проект новой региональной конституции, что стало значительным шагом на пути к окончательному введению в регионе многопартийной системы.

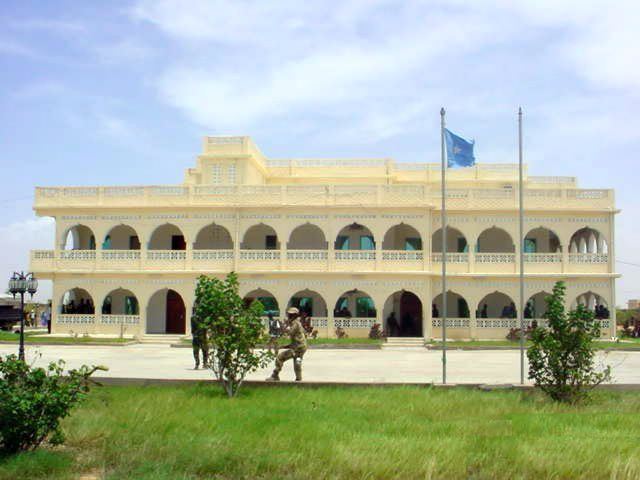
Бывшая президентская резиденция в Гароуэ

15 апреля 2012 года правительство Пунтленда открыло четырёхдневное конституционное собрание, официально принявшее новую Конституцию Пунтленда. Под надзором Избирательной комиссии Пунтленда она представляла собой финальный шаг процесса региональной демократизации, за которым должно было последовать формирование политических партий.
12 сентября 2012 года Избирательная комиссия Пунтленда объявила, что процесс регистрации политических партий в Пунтленде открыт. Это произошло после принятия Закона о политических объединениях, Закона о референдуме, Закона о районных выборах и вступления в силу конституции государства. Поскольку выборы в окружные советы были намечены на начало 2013 года, три политические организации, получившие наибольшее количество мест в 21 разграниченном округе, составят официальные партии региона. Они также будут претендентами на следующих выборах, запланированных на январь 2014 года.
12 ноября 2012 года члены Парламента Пунтленда внесли поправки в Закон о выборах в Пунтленде после созыва в административной столице Гароуэ. Поправка снижает минимальное необходимое количество голосов (с 500 до 300), которые каждая политическая ассоциация должна получить на провинцию. Теперь это также предусматривает то, что партии должны открывать бюро во всех 8 регионах Пунтленда.

### Процесс проверки
3 декабря 2013 года президент Абдирахман Фароле назначил Комитет по проверке и разрешению конфликтов в составе семи членов, а также секретаря для наблюдения за процессом парламентских выборов в течение месяца перед президентскими выборами в январе 2014 года. Комитет возглавляет человек из сообщества, не претендующий на посты президента, вице-президента, спикера или заместителя спикера, и в него входят три традиционных старейшины (акилы). Комитет не включает членов распущенной Переходной избирательной комиссии Пунтленда. Срок полномочий комитета истекает после приведения к присяге новых депутатов.
5 декабря 2013 года генерал Пунтленда Саид Мохамед Хирси объявил, что Силы безопасности Пунтленда будут отвечать за безопасность во время избирательного процесса. Войска Пунтленда будут размещены в зале выборов, административной столице Гароуэ и его окрестностях, а также в Пунтленде в целом. Кроме того, силы Пунтленда будут обеспечивать безопасность кандидатов на выборах. Кандидатам в президенты также будет разрешено иметь свою собственную службу безопасности с войсками Пунтленда для обеспечения дополнительной защиты в случае необходимости. Однако в Гароуэ запрещены грузовики с негосударственными вооружениями. 19 декабря губернатор провинции Бари Абдисамад Мохамед Галан также сообщил, что накануне выборов в Босасо было направлено подкрепление для усиления мер безопасности после того, как в начале месяца террорист-смертник атаковал правительственные силы. По словам Галана, ситуация с безопасностью в городе была спокойной и контролируемой.

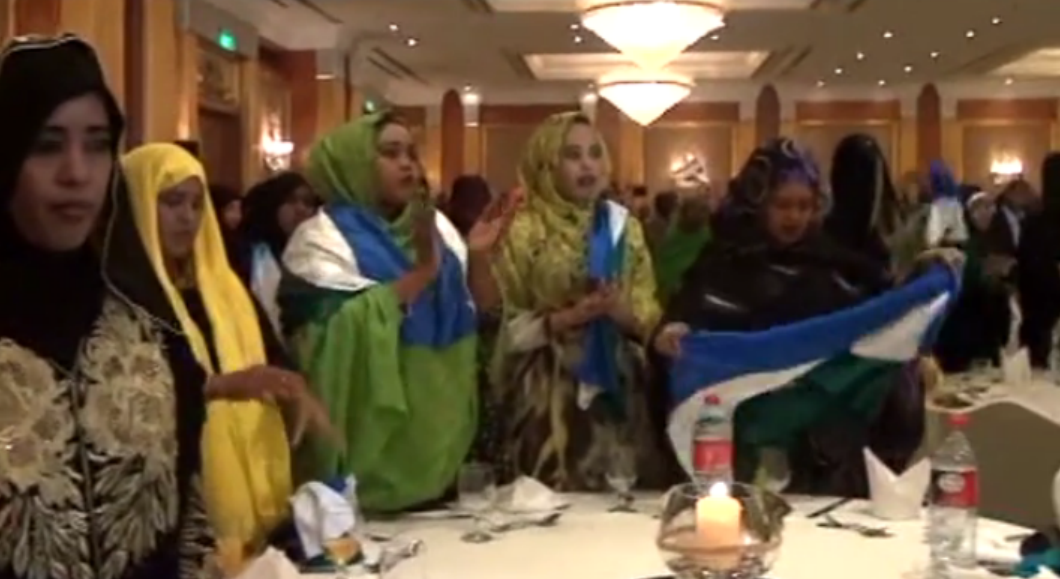
Сомалийские женщины на политическом мероприятии в Дубае в поддержку кандидатуры Шира Хаджи Фараха на пост президента Пунтленда (ноябрь 2013)

11 декабря 2013 года Мохамуд Ахмед Хасан, пресс-секретарь Комитета по проверке и разрешению конфликтов, объявил, что этот орган начал получать список кандидатов в депутаты, утверждённый традиционными старейшинами, и этот процесс приёма будет открыт до 15 числа. Между 15 и 25 декабря комитет приступит к проверке полномочий кандидатов в законодательные органы, включая оценку подлинности писем о выдвижении кандидатов и проверку того, что они получили соответствующие подписи старейшин. Впоследствии для избранных депутатов будут напечатаны удостоверения личности, которые приведут к присяге в присутствии кандидатов в президенты. К 1 января новые депутаты в 66-местном парламенте Пунтленда проведут своё первое заседание, а затем 8 января выберут президента и вице-президента.
16 декабря 2013 года Сулдан Саед Мохамед Гарасе провёл в Гароуэ собрание 27 старейшин кланов из 9 регионов Пунтленда. Собрание завершилось объявлением о создании комиссии по наблюдению за выборами, состоящей из девяти традиционных лидеров. Под руководством Сулдана Башира Муссе Конте, исполняющего обязанности секретаря, надзорный орган был сформирован в соответствии с кланами и избирательными округами региона. Он уполномочен осуществлять надзор за текущим избирательным процессом для обеспечения справедливого и достоверного голосования в день голосования.
17 декабря 2013 года президент Фароле встретился с 17 другими кандидатами в президенты Пунтленда в Государственной резиденции в Гароуэ, после того как направил им приглашение к диалогу по поводу предстоящих выборов. Группа кандидатов в президенты представила четыре пункта повестки дня: действующая администрация и кандидаты от оппозиции должны совместно назначить Комитет по проверке и разрешению конфликтов; что также должен быть сформирован отдельный комитет старейшин; что местные и международные наблюдатели должны председательствовать на голосовании; и что необходимо согласовать круг ведения для комитета по оценке и предлагаемого комитета старейшин. Фароле предложил, чтобы он и другие кандидаты вместе подписали Кодекс поведения кандидатов. Встреча закончилась тем, что Фароле принял все предложенные другими кандидатами поправки к избирательному процессу, за исключением предложения о выдвижении одного из кандидатов в Комитет по проверке. Кандидаты от оппозиции добивались изменения состава комитета, полагая, что три места в этом органе были предоставлены лицам, которые ранее баллотировались на пост президента Пунтленда на региональных выборах 2008 года. Фароле отклонил предложение на том основании, что назначение Комитета по проверке традиционно находилось в ведении правительства, отметив, что члены комитета до сих пор избирались бывшими президентами Пунтленда на выборах 1998, 2004 и 2008 годов. Бывший министр безопасности Пунтленда Абдуллахи Саед Саматар, действовавший в качестве председателя оппозиционных кандидатов, впоследствии призвал традиционных старейшин региона и исламских учёных выступить в качестве посредников в продолжающихся переговорах.
20 декабря власти Пунтленда объявили, что начался официальный процесс посредничества между кандидатами в президенты, при этом известные традиционные лидеры выступили посредниками в проведении частных встреч в Гароуэ. По словам одного из правительственных чиновников, дискуссии, вероятно, приведут к прорыву, поскольку обе стороны дали понять, что они будут готовы отложить в сторону свои разногласия для общего блага.
25 декабря генерал Саид Мохамед Хирси объявил, что силы штата Пунтленд завершили первую фазу плана обеспечения безопасности на выборах, и командиры подразделений сил обороны Пунтленда встретились в Гароуэ для обсуждения достигнутого прогресса и возникших проблем. Он добавил, что все кандидаты в президенты прибыли в город, и каждому предложили одинаковые протоколы безопасности. Кроме того, Хирси заявил, что встречался наедине с каждым претендентом, чтобы обсудить их меры безопасности и комплексную защиту. Он также указал, что расследование инцидента с перестрелкой в столице штата было начато и что результаты расследования будут обнародованы в течение 12 часов. Сообщается также, что новые командные центры должны быть созданы в окрестностях Гароуэ, а безопасность должна быть усилена вокруг здания парламента Пунтленда, где должны состояться президентские выборы.
25 декабря кандидаты от оппозиции объявили в заявлении для прессы, что они согласились работать с членами комитета по проверке и разрешению конфликтов. Были названы два условия: депутаты должны быть выбраны в консультации с традиционными лидерами, основавшими Пунтленд в 1998 году, и любой спор, который должен возникнуть в процессе законодательного отбора, должен быть передан старейшинам клана, которые участвовали в выборах в 2008 году. Представитель оппозиции Али Хаджи Варсаме также указал, что претенденты будут тесно сотрудничать с главой службы безопасности на выборах, генералом сил обороны Пунтленда генералом Хирси.
27 декабря по завершении пятидневного религиозного семинара (Надво), организованного исламской организацией Аль-Минхадж в мечети Хаджи Али в Гароуэ, 15 местных исламских учёных подписали декларацию из 21 пункта о предстоящих выборах в Пунтленде в 2014 году. Соглашение было предназначено для информирования потенциальных держателей государственных должностей об их обязанностях и доверии, оказанном им как государственным служащим. Среди прочего, оно напомнило кандидатам в президенты, что они должны вести агитацию ответственно, избегать нереальных или ложных обещаний, поддерживать предыдущие соглашения, политику и законы Пунтленда, которые не противоречат исламским принципам, признавать результаты выборов и стремиться работать в общественных интересах. Учёные также призвали титулованных старейшин работать вместе в соответствии с их признанной ролью авторитета в Пунтленде и призвали общественность к благочестию и единству. Кроме того, декларация напомнила членам комитета по веттингу об их общественных обязанностях и призвала законодателей работать для общего блага. В заключение декларации подчёркивается ответственность, которую можно ожидать от новых лидеров в правительстве Пунтленда.
29 декабря президент Абдирахман Фароле и его предшественник Мохамуд Мусе Херси встретились в Государственной резиденции в Гароуэ, чтобы обсудить избирательный процесс 2014 года. Впоследствии Херси объявил на совместной пресс-конференции, на которой присутствовали председатель Комитета по безопасности Пунтленда Саид Дере и Нурадин Аден Дире, старший советник Специального посланника ООН в Сомали посла Николаса Кей, что Фароле и Херси согласились с проведением заслуживающих доверия выборов и оба заявили о том, что станут работать с победившим кандидатом. Херси также заявил, что он поддержит парламентские выборы Комитета по проверке и разрешению конфликтов, и поблагодарил администрацию Пунтленда, главу службы безопасности Дере и должностных лиц ООН за их сотрудничество в укреплении безопасности. Кроме того, Фароле призвал широкую общественность поддерживать мир, единство и солидарность в Пунтленде.
30 декабря Комитет по проверке и разрешению конфликтов представил 66 новых законодателей Пунтленда, которые должны избрать нового спикера парламента 1 января 2014 года, а также избрать нового президента 8 января. На следующий день кандидат в президенты Пунтленда Али Абди Аваре в совместном заявлении для прессы, выпущенном от имени всех кандидатов от оппозиции, указал, что они удовлетворены результатами парламентского процесса. Он также поздравил новых депутатов с назначением и выразил надежду, что они будут работать в интересах общества. Кроме того, Аваре поблагодарил членов комитета по проверке за эффективное выполнение своих обязанностей на этапе проверки выборов.

### Проведение выборов

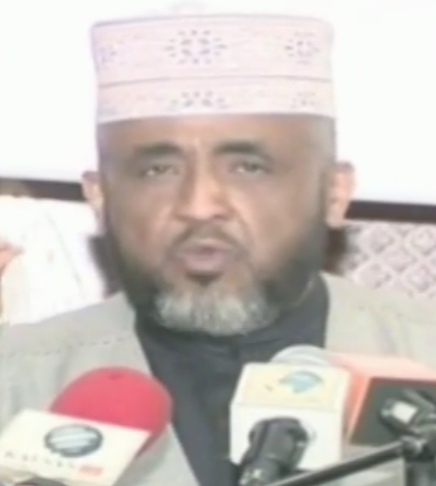
Хаджи Мохамед Ясин Исмаил, ранее был кандидатом в президенты

1 января 2014 года 66 вновь назначенных депутатов были официально приведены к присяге на церемонии, состоявшейся в здании парламента Гароуэ, на которой присутствовал президент Фароле, Абдисамад Али Шир, Адде Мусе Херси, кандидаты в президенты от оппозиции, члены Комитета по проверке и разрешению конфликтов, мусульманские учёные, традиционные лидеры и официальные лица международного сообщества. Председатель комиссии по оценке Юсуф Абшир Адами проинформировал участников о процессе отбора депутатов, заявив, что его комиссия пыталась выбрать законодателей с целью обеспечения долгосрочной устойчивости. Кандидат в президенты Али Абди Аваре также выразил удовлетворение инаугурацией новых законодателей и подчеркнул важность солидарности. Кроме того, Херси заявил, что верит в решение комитета по надзору, и обратился к депутатам с просьбой выбрать подходящего человека на пост президента. По завершении церемонии приведения к присяге новые члены парламента назначили исполняющим обязанности спикера Али Ахмеда Османа, самого высокопоставленного депутата парламента. Затем депутаты должны были проголосовать за нового спикера и членов избирательной комиссии на своих следующих встречах.
2 января исполняющий обязанности спикера Али Ахмед Осман объявил, что новые законодатели выбрали пять депутатов в избирательную комиссию спикера парламента.
3 января предвыборная кампания усилилась, поскольку действующие кандидаты и кандидаты от оппозиции начали проводить частные встречи с недавно назначенными законодателями, чтобы заручиться поддержкой. Общественное мнение о самом лучшем кандидате на пост президента различается, поскольку граждане учитывали политические платформы и соответствующий опыт каждого кандидата. Несколько кандидатов также вышли из гонки, в том числе известный бизнесмен Хаджи Мохамед Ясин Исмаил и бывший министр финансов Пунтленда Мохамед Али Юсуф. Кроме того, Комитет по безопасности выборов приступил ко второй фазе своего плана обеспечения безопасности на выборах, установив командные пункты в окрестностях Гароуэ перед голосованием 8 января.

#### Выборы спикера
4 января 66 новых депутатов Пунтленда встретились для избрания нового спикера парламента на заседании, которое транслировалось в прямом эфире из зала парламента в Гароуэ на Somali Channel TV. За этот пост боролись пять кандидатов, в том числе депутаты Саид Хасан Шир, Мохамед Али Гулед, Абдирашид Мохамед Херси, Абдихаким Мохамед Ахмед и Ахмед Али Хаши. Избирательный комитет и парламентский орган впоследствии объявили, что депутаты Шир и Херси были лидерами, набравшими голоса в первом туре голосования, каждый из которых получил по 17 голосов. Депутаты Ахмед, Хаши и Гюлед в свою очередь получили 16, 9 и 6 голосов соответственно. По словам депутата Гараада, был испорчен один голос. Затем три лидера, набравшие голоса, перешли во второй тур второго тура, в котором депутаты Шир и Херси снова равнялись с 23 голосами, а депутат Ахмед занял третье место с 20 голосами. Депутат Шир и член парламента Херси, бывший спикер регионального парламента в период с 2008 по 2013 год, перешли к третьему и заключительному туру голосования. Выступая от имени Избирательной комиссии, депутат Гараад объявил, что депутат Шир получил 40 голосов в третьем туре, тогда как депутат Херси, занявший второе место, получил 26 голосов, тем самым сделав Шира новым спикером палаты. В своей приветственной речи Шир поблагодарил депутатов, проголосовавших за него, поблагодарил силы безопасности Пунтленда за их работу и попросил нынешних законодателей сотрудничать с ним, как он обещал поступить с ними, если он проиграет. Остальные претенденты на пост спикера, в свою очередь, признали результаты выборов и поздравили Шира с победой.
В ходе сессии парламентарии также избрали депутата Абдихамида Шейха Абдисалама от региона Бари и депутата Хаджи Хусейна Дири от региона Соль новым первым заместителем спикера и вторым заместителем спикера Пунтленда соответственно. Абдисалам был новичком в своей должности, а Дири был переизбран на пост, который занимал с 2008 года.
5 января пресс-служба премьер-министра Федерального правительства Сомали Абдивели Шейха Ахмеда выступила с официальным заявлением, в котором поздравила нового спикера и заместителей спикера Пунтленда с их избранием. Премьер также указал, что он внимательно следил за процессом местных выборов, утверждая, что их развязка является символом зрелости политической системы Пунтленда и что регион служит образцом для подражания продолжающейся федерализации в Сомали. В тот же день на заседании Федерального парламента Сомали, на котором присутствовало более 160 депутатов, федеральный спикер парламента Мохамед Осман Джавари также поблагодарил законодателей Пунтленда от имени федеральных депутатов за проведение прозрачного, свободного и справедливого голосования на выборах. Кроме того, 7 января пресс-служба президента Сомали Хасана Шейха Махмуда выступила с официальным заявлением, в котором приветствовала президентские и парламентские выборы в Пунтленде как большой прогресс для Сомали в целом. Мохамуд поздравил спикера и его заместителей с победами на выборах и поблагодарил Избирательную комиссию Пунтленда, парламент и власти за ответственное управление избирательным процессом и соблюдение графика голосования. Он также отметил важную роль, которую традиционно играют старейшины в выборе законодателей, и воздал должное силам безопасности за поддержание закона и порядка. Кроме того, Мохамуд поблагодарил кандидатов в президенты за мирную кампанию, напомнил им об их обязанностях в качестве потенциальных должностных лиц и призвал их признать результаты выборов и поддержать новую администрацию.

#### Выборы президента и вице-президента
5 января комитет по выборам в парламент Пунтленда объявил о предварительных условиях для вступления в должность, с которыми должен встретиться каждый потенциальный кандидат на пост президента и вице-президента. По словам председателя комитета депутата Саадика Абшира Гараада, согласно статье 78 Конституции Пунтленда, кандидаты в президенты должны быть уроженцем Пунтленда, практикующим мусульманином, психически вменяемым, старше 40 лет, не состоящим в браке с иностранцем, иметь в наличии необходимые образовательные, лидерские и опытные навыки для работы в должности и проживать в Пунтленде в течение последних двух лет. Согласно положению, кандидаты в президенты и вице-президенты также должны внести в избирательную комиссию регистрационный сбор в размере 10 000 долларов США и 5 000 долларов США соответственно. По словам представителей правительства, регистрационные сборы контролируются избирательной комиссией из пяти членов, а вырученные от предыдущих выборов 2009 года средства были направлены на строительство нового зала регионального парламента. Кроме того, все претенденты должны подписать документ, в котором оговорено, что они примут результаты выборов, а также признают новоизбранное руководство Пунтленда и будут работать с ним. Любому кандидату, который откажется подписать документ, будет отказано во входе в зал парламента в день выборов.
6 января избирательная комиссия Пунтленда огласила официальный список кандидатов, претендующих на посты президента и вице-президента Пунтленда. По словам председателя комитета Саадика Абшира Гараада, на пост президента баллотировались 11 кандидатов, а на пост вице-президента — 10 кандидатов. Каждый из 20 кандидатов выполнил обязательные условия для занятия должности, как указано в Конституции Пунтленда. Президент Абдирахман Мохамед Фароле и бывший премьер-министр Сомали Абдивели Мохамед Али были в окончательном списке кандидатов в президенты, а действующий вице-президент Пунтленда Абдисамад Али Шир и бывший министр авиации Пунтленда Ахмед Эльми Осман претендовали на пост вице-президента.
7 января 20 кандидатов в президенты и вице-президенты начали произносить заключительные речи в зале парламента Гароуэ в преддверии выборов 8 января. Мероприятие снова транслировалось в прямом эфире на канале Сомали, и на нём присутствовали новый спикер парламента и его заместители, а также титулованные старейшины, исламские священнослужители, начальники полиции и армии, представители СМИ и другие представители гражданского общества. Председатель избирательной комиссии Садик Абшир Гараад официально открыл заседание, отметив, что все кандидаты выполнили требования комиссии. Затем избирательная комиссия установила ограничение в 15 минут для каждого кандидата, в течение которого кандидаты подробно рассказывали о своих политических программах, объясняя, почему, по их мнению, их платформа лучше подходит для региона, чем платформа действующей администрации.
Одновременно с этим была усилена безопасность в административной столице: со 2 января закрыты въездные пункты в город, а движение по основным дорогам ограничено для автомобилей скорой помощи и сил безопасности. Силы безопасности на выборах были одеты в специальную военную форму. Дополнительные войска Пунтленда были развёрнуты по всему Гароуэ, включая специальные силы безопасности, для патрулирования улиц и проведения обысков в жилых районах и вдоль основных городских артерий. Сотрудники полиции и разведки также проводили обыски отелей во время ночного патрулирования, а менеджеры отелей были проинструктированы следить за передвижениями гостей отеля и сообщать властям о любой подозрительной деятельности. Кроме того, была усилена безопасность по периметру правительственных зданий, и для охраны резиденций кандидатов было направлено больше сил безопасности.
Голосование за нового президента и вице-президента Пунтленда началось 8 января в 9:00 по местному времени. Кандидаты, набравшие две трети голосов депутатов, выиграют свои выборы. В случае отсутствия победителя в первом раунде, три лучших претендента встретятся во втором раунде, в котором им нужно будет получить 45 голосов для избрания. Если победитель снова не будет определён, будет проведён третий и последний тур голосования между двумя лучшими кандидатами, которым для победы потребуется лишь простое большинство. В первом туре голосования 8 из 11 кандидатов в президенты были сняты с выборов. Абдирахман Мохамуд Фароле, Абдивели Мохамед Али и предприниматель Али Хаджи Варсаме впоследствии перешли во второй тур, где Фароле получил 31 голос против 18 за Али и 16 за Варсаме. Затем Фароле и Али встретились в третьем раунде, финальном туре, в котором Фароле снова лидировал с 31 голосом. Али получил вновь 18 голосов. Однако он в конечном итоге и победил на выборах, с небольшим перевесом победив Фароле с 33 голосами против 32. Победа официально сделала Абдивели Мохаммеда Али новым президентом Пунтленда.
Одновременно парламент избрал Абдихакима Абдуллахи Хаджи Омара новым вице-президентом Пунтленда вместо нынешнего Абдисамада Али Шира.
В своей приветственной речи Али выразил благодарность за предоставленную возможность, а также за работу администрации Фароле. Он также пообещал защищать и соблюдать Конституцию Пунтленда и призвал к сотрудничеству в секторах развития и безопасности. Со своей стороны, Фароле заявил, что согласен с результатами выборов, и поздравил Али с его победой. Фароле также напомнил Али об ответственности, возложенной на него как на лидера, призвав нового избранного президента сделать приоритетными интересы Пунтленда и призвав всех правительственных чиновников, рабочих и силы безопасности сотрудничать с новым руководством региона.

## Создание партий
14 ноября 2012 года президент Фароле объявил о создании своей новой политической партии Хорсид. Она насчитывает более 200 членов и представляет действующее правительство Пунтленда, включая вице-президента Абдисамада Али Шира и министров. Это первая потенциальная партия, которая зарегистрировалась для подачи заявки в Переходную избирательную комиссию Пунтленда. По словам Фароле, широкая общественность получит право на членство в организации, как только она будет выбрана в качестве официальной политической партии.
4 декабря 2012 года в Босасо, коммерческой столице Пунтленда, была создана вторая политическая партия — Союз народов регионов. Она была возглавлена бывшим губернатором провинции Санааг, Мохамед Саид Нур Дабейл.
Также в Босасо одновременно было объявлено о создании третьей партии, Партии справедливости и развития (Хоркад), и четвёртой — Миднимо. Их возглавляют бизнесмен и предприниматель Пунтленда Омар Исмаил Вабери и Садик Энов соответственно. Позже в том же месяце в Гаро были объявлены ещё две ассоциации: Таловадааг (Достижение консенсуса) под председательством Али Исмаила Мохамеда и Гахайр (Совет по образованию и развитию на пути к истинной цели) во главе с Абдиризаком Исмаилом Хасаном Дарвишем.

## Кандидаты
По состоянию на 11 декабря 2013 года более 15 кандидатов в президенты боролись за право избрания следующим президентом Пунтленда. Несколько претендентов позже сошли с дистанции в начале января, когда приближался день выборов. По данным избирательной комиссии, в окончательный список кандидатов от 6 января вошли 11 кандидатов в президенты и 10 кандидатов в вице-президенты.

### Президент
- Абдирахман Мохамуд Фароле, действующий президент Пунтленда. Фароле баллотировался на переизбрание на пост президента автономного штата Пунтленд через свою недавно созданную политическую партию Хорсид[39].
- Абдивели Мохамед Али, бывший премьер-министр Сомали. В августе 2013 года Али начал кампанию по баллотированию в президенты на выборах 2014 года в Пунтленде. После встречи с лидерами Пунтленда в ОАЭ оппозиционные группы согласились, что он станет жизнеспособным компромиссным кандидатом. Он прибыл в Пунтленд, чтобы встретиться с политическими лидерами и лидерами кланов в Галькайо и Кардо и укрепить связи с оппозицией, найдя новых сторонников.
- Али Абди Аваре, бывший государственный министр при президенте Пунтленда по международным отношениям и социальным вопросам. Аваре занимал различные должности в правительстве Пунтленда. Ранее он баллотировался в президенты региона на выборах 2008 года.[18]
- Али Хаджи Варсаме, предприниматель. Ранее он занимал должность главного исполнительного директора Golis Telecom Somalia, крупнейшей телекоммуникационной компании на северо-востоке Сомали. Он получил одобрение бывшего временного вице-президента Пунтленда Мохамеда Али Юсуфа, который выбыл из гонки 2 января 2014 года[20].
- Шир Хаджи Фарах, предприниматель. Является членом исполнительного комитета Делового совета Сомали, находящегося в ОАЭ.

Ранее участвовавшие
В число кандидатов в президенты ранее входили:
- Хаджи Мохамед Ясин Исмаил, предприниматель. Ранее он баллотировался на президентских выборах в Сомали в 2012 году. 3 января 2014 года официально снял свою кандидатуру[21].

### Вице-президент
- Абдихаким Абдуллахи Хаджи Омар. Родом из Буходле[37].
- Абдисамад Али Шир, действующий вице-президент Пунтленда. Шир баллотировался на переизбрание в качестве вице-президента через недавно созданную политическую партию Хорсид[28].
- Ахмед Эльми Осман, бывший министр авиации Пунтленда. Позже он недолгое время занимал пост президента Хатумо.

## Результаты

### Президентский бюллетень
| Кандидат                  | Первый раунд | Второй раунд | Третий раунд |
| ------------------------- | ------------ | ------------ | ------------ |
| Абдивели Мохамед Али      | 13           | 18           | 33           |
| Абдирахман Мохамуд Фароле | 27           | 31           | 32           |
| Али Хаджи Варсаме         | 12           | 16           | -            |
| Али Абди Аваре            | 3            | -            |              |
| Шир Хаджи Фарах           | 4            |              |              |
| Али Абдулкадир Юсуф       | 0            |              |              |
| Абдивели Маалин Гурей     | 0            |              |              |
| Абдуллахи Саид Саматер    | 1            |              |              |
| Мохамуд Абдирахман Уке    | 0            |              |              |
| Абди Юсуф Йей             | 0            |              |              |
| Мохамед Абди Нур          | 6            | -            | -            |
| Всего                     | 66           | 65           | 65           |
| Источник: Horseed Media   |              |              |              |

## Международная реакция
Вскоре после объявления результатов выборов президент Сомали Хасан Шейх Махмуд поздравил Али с победой, указав, что он надеется на совместную работу. Махмуд охарактеризовал Пунтленд как демократическую модель для остальной части страны и поблагодарил уходящего президента региона Фароле за то, что он с радостью принял результаты голосования и за его руководство в Пунтленде на протяжении последних пяти лет. Премьер-министр Абдивели Шейх Ахмед, в свою очередь, поздравил Али с победой. Назвав этот момент великим днем для Сомали, Ахмед поблагодарил власти Пунтленда за обеспечение мирных, свободных и справедливых выборов. Он также поблагодарил президента Фарола за его службу Пунтленду.
Спецпредставитель ООН в Сомали Николас Кей также поздравил Али с победой. Отметив, что Пунтленд возглавляет продолжающуюся федерализацию Сомали, Кей поприветствовал депутатов, спикера и традиционных лидеров региона за их соответствующие роли в избирательном процессе. Он также поблагодарил бывшего президента Пунтленда Фароле за мирную передачу власти. Кроме того, специальный посланник Европейского союза в Сомали Мишель Сервоне д’Урсо охарактеризовал голосование как положительное событие для процесса демократизации Сомали и призвал к национальному примирению. Специальный представитель США в Сомали Джеймс Маканалти, в свою очередь, выступил с заявлением, в котором приветствовал избрание Мохамеда Али президентом и приветствовал жителей Пунтленда за демократическое проведение голосования. Маканалти также отдал должное Фаролу за его многочисленные достижения во время его пребывания в должности, в том числе за его упор на безопасность и его ключевую роль в федеральном переходном процессе дорожной карты.